# Kulou
En astronomie chinoise, Kulou (litt. « La tour de dépôt »), également appelé Tianku (litt. « L'arsenal céleste »),  désigne un astérisme situé dans la constellation occidentale du Centaure. Il est composé de dix étoiles dont certaines ne sont pas clairement identifiées. Ces dix étoiles sont scindées en deux groupes, l'un de six étoiles formant le dépôt proprement dit, et l'autre de quatre étoiles la tour. Cinq étoiles de Kulou sont clairement identifiées. Il s'agit d'étoiles relativement brillantes (magnitude apparente de 2,1 à 2,8) de la constellation du Centaure, à savoir :
- ζ Centauri
- θ Centauri
- η Centauri
- ι Centauri
- γ Centauri

Au voisinage de Kulou se trouvent plusieurs autres astérismes, parmi lesquels :
- Zhu (litt. « Les piliers »), composé de quinze étoiles scindées en trois groupes de cinq
- Heng (litt. « La balance »), un groupe de quatre étoiles situé dans Kulou
- Yangmen (litt. « Les portes de Yang »), un groupe de deux étoiles situé au nord-est
- Nanmen (litt. « La porte méridionale »), un groupe de deux étoiles situé au sud
- Pingxing (litt. « Les étoiles de la Justice »), un groupe de deux étoiles situé au nord.

## Référence
- (en) Francis Richard Stephenson et David A. Green, Historical supernovae and their remnants, Oxford, Oxford University Press, 2002, 252 p. (ISBN 0198507666), pages 195 et 219.